# Базовый проезд (Липецк)
Ба́зовый прое́зд — проезд в Левобережном округе Липецка. Проходит в Новолипецке от Осеннего проезда на юго-восток.
Назван 15 сентября 1961 года. Название, скорее всего, условное. Возможно, что оно происходит от многочисленных баз различного назначения, находящихся в районе проезда.
Базовый проезд проходит между корпусами промышленной зоны у автобусной станции «Площадь Мира».

## Транспорт
- Автобусы 6, 6к, 40, 106, 112, 343, ост.: «Пл. Мира».